# افورد، کمبریج‌شر
افورد (به انگلیسی: Ufford) یک روستا و محله مدنی در بریتانیا است که در پیتربورو واقع شده‌است.